# فولاد آرنا (فیلم)
فولاد آرنا (به انگلیسی: Steel Arena) یک فیلم سینمایی آمریکایی محصول سال ۱۹۷۳ میلادی به کارگردانی مارک ال. لستر و با بازیگری داستی راسل است.

## رسانه‌های خانگی
فولاد آرنا در تاریخ ۳۱ دسامبر ۲۰۱۸ در بلو-ری منتشر شد.